# 菲爾利翁山
46°37′54″N 8°54′59″E / 46.631534°N 8.916401°E
菲爾利翁山（Fil Liung），是瑞士的山峰，位於該國東南部，由格勞賓登州負責管轄，屬於阿爾布拉山脈的一部分，距離梅德爾峰1.5公里，海拔高度3,062米，每年平均降雨量2,385毫米。